# Ten Years After
Ten Years After es una banda de blues rock británica popular a finales de la década de los 60 y principios de los 70. 

## Historia
La aparición en 1966 de grupos como Cream y el resurgimiento del blues más avanzado, superando la etapa inicial de rhythm and blues y configurándose en base del rock más psicodélico, propiciaron la aparición de nuevas bandas inglesas en esta línea. 
Entre estos grupos pronto destacó Ten Years After, formada por Alvin Lee (19 de diciembre de 1944, Nottingham - 6 de marzo de 2013), guitarra; Ric Lee (20 de octubre de 1945, Cannock, Staffordshire), batería; Leo Lyons (30 de noviembre de 1944, Stanbridge, Bedforshire), bajo; y Chick Churchill (2 de enero de 1949, Molt, Flintshire), teclado.
En mayo de 1967, debutaron en el séptimo festival de jazz y blues de Windsor. Su fama se disparó entre ese año y 1969, con sus cuatro primeros álbumes: Ten Years After, Undead, Stonehenge y Ssssh. 
La consagración les vino en el festival de Woodstock, donde ejecutaron el tema I'm Going Home, que colocó a Alvin Lee entre los líderes de la guitarra de su tiempo. La película que se hizo sobre el memorable festival muestra una impresionante actuación de Ten Years After, con este tema de 11 minutos de duración. 
Participaron también en el Festival de la Isla de Wight de 1970, y luego publicaron los álbumes Cricklewood Green y A Space in Time. Este último disco marcó su declive, acentuado después del gris Rock & Roll Music to the World (1972). A space in time fue tal éxito en Estados Unidos que el grupo no paraba de hacer giras por todo el país, ese fue el factor que les hizo decaer, pues, según palabras de Alvin Lee, se negaban a ser una gramola andante. 
En 1973 apareció el doble álbum grabado en directo en esas circunstancias, y en 1974, Positive vibrations fue su último disco, aunque posteriormente se editara Goin' home!, recopilación de éxitos y de su triunfo en Woodstock.
Alvin Lee, que había grabado ya en solitario con Mylon LeFevre siguió dando conciertos en solitario y formó sucesivos grupos bajo su liderazgo.

## Formación
Los integrantes de la banda eran:
- Alvin Lee — guitarra y voz; nacido el 19 de diciembre de 1944 en Nottingham - fallecido el 6 de marzo de 2013.
- Leo Lyons— bajo; nacido el 30 de noviembre de 1943 en Mansfield.
- Chick Churchill — teclado; nacido el 2 de enero de 1946 en Ilkeston.
- Ric Lee — batería; nacido el 20 de octubre de 1945 en Mansfield.

## Discografía

### Álbumes de estudio y en directo
| Ten Years After                | 1967 |  |
| Undead                         | 1968 |  |
| Stonedhenge                    | 1968 |  |
| Ssssh                          | 1969 |  |
| Live At The Fillmore East      | 1970 |  |
| Cricklewood Green              | 1970 |  |
| Watt                           | 1970 |  |
| A Space in Time                | 1971 |  |
| Alvin Lee & Co.                | 1972 |  |
| Rock & Roll Music To The World | 1972 |  |
| Recorded Live                  | 1973 |  |
| Positive Vibrations            | 1974 |  |
| About Time                     | 1989 |  |
| Access All Areas               | 2015 |  |
| A Sting in the Tale            | 2017 |  |

### Recopilatorios
- Double Deluxe		(1970)
- Ten Years After	(1971)
- Classic Performances 	(1976)
- Goin' Home		(1977)
- Greatest Hits 	(1977)
- Profile		(1979)
- Ten years After 	(1980)
- Timewarps 		(1983)
- The Collection 	(1985)
- At Their Peak 	(1987)
- Universal 		(1987)
- Portfolio		(1988)
- The Collection 	(1991)
- Essential 		(1991)
- Pure Blues 		(1995)
- I'm Going Home 	(1996)
- Premium Gold Collection (1998)
- The Best of 		(2000)
- Very Best Ten Years After Album Ever (2001)
- Ten Years After Anthology (2002)
- 227 Years After Anthology (2002)